# Felszentelés
A felszentelés (latin: ordinatio vagy consecratio) egy konszekráló, szentelő áldás, a vallásokban végzett szertartás.
Lehet személyek vagy épületek, tárgyak felszentelése. 
Egy épület vagy tárgy felszentelése esetén az a világi (profán) használattól elvonatik.

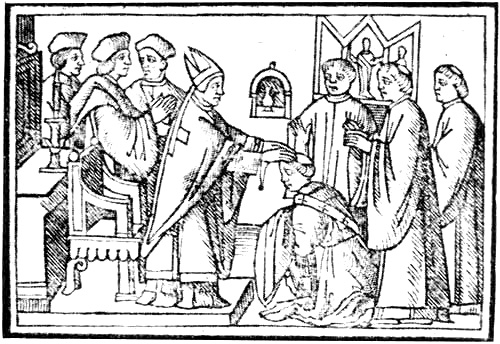
Egy katolikus diakónus felszentelése (1520)

## Kereszténység
A kereszténységben a felszentelés által az illető személy, épület vagy tárgy Isten szolgálatára rendeltetik és különleges szent jelleget nyer. Többnyire felszentelésnek nevezik a papszentelést, amikor felkenik olajjal és imában Istentől kérnek áldást az egyénre.
A felszentelés fajtái:
- pap-, lelkészszentelés
- templom-, épület felszentelése
- vízszentelés (→ szenteltvíz)
- ételszentelés
- egy eszköz, tárgy felszentelése (oltár, kehely stb.)

### Római katolikus egyház

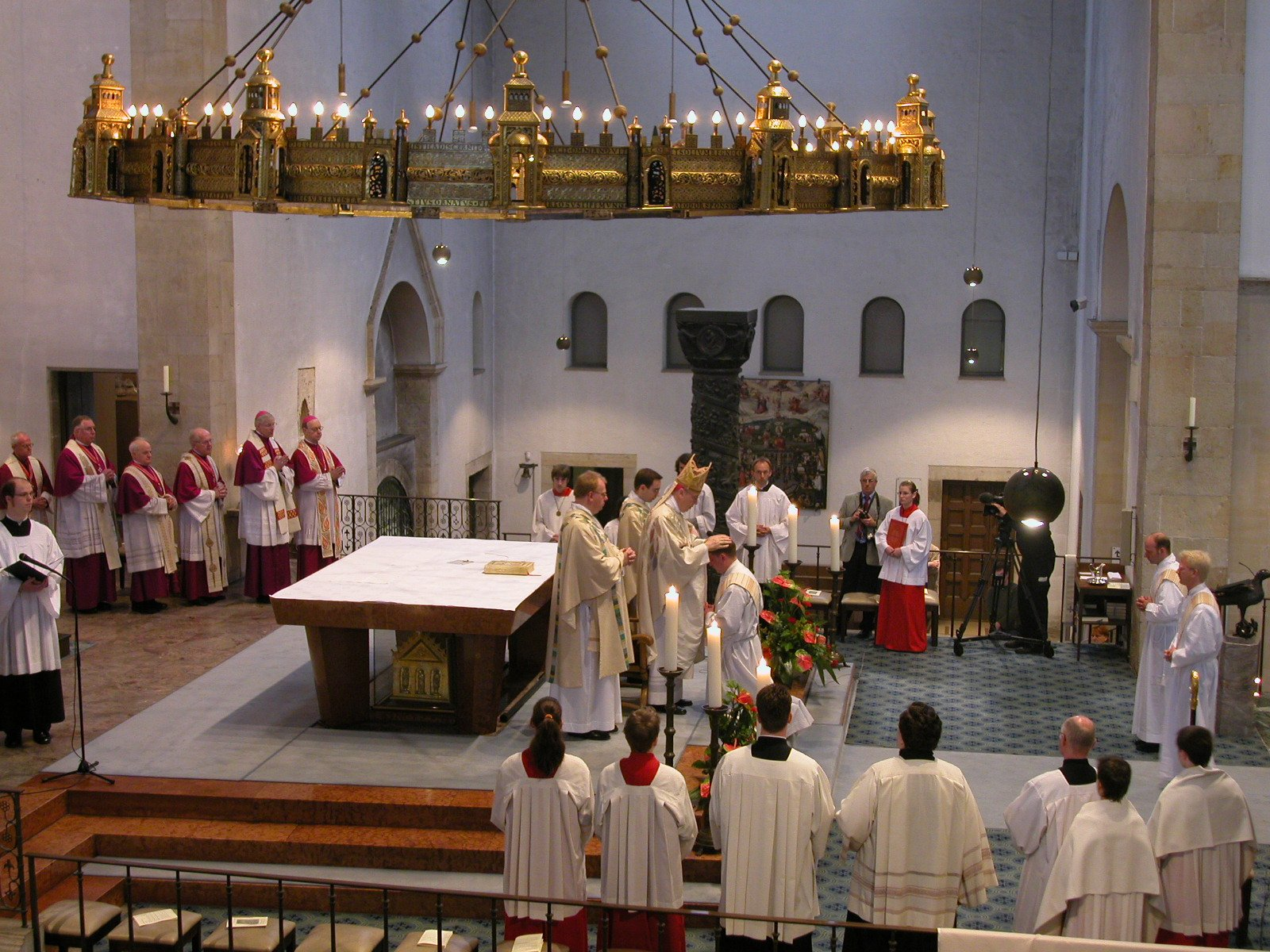
Katolikus pap felszentelése

A római katolikus egyházban az a szertartás, mely az egyházi (rendi) hatalomnak bizonyos fokát ruházza a felszenteltre a szent ténykedések végzésére. A felszentelés által nyert egyházi hatalom elveszíthetetlen. 
A hét szentség egyike.
A 12. századig a felszenteléssel együtt járt az alkalmaztatás valamely egyházi hivatalra; azóta hivatal nélkül is történik a felszentelés (abszolút ordinatio); de hogy az így felszentelt egyházi hatalmát megengedett módon gyakorolhassa, az egyházi felsőbbség külön megbízása (missió canoniea) szükséges.
A felszentelt egyén nem kapja meg mindjárt az egyházi hatalom teljét, hanem csak egy-egy fokát, míg végül az összes fokokon áthaladva elérkezik az egyházi hatalom legmagasabb fokáig. Az egyházi hatalomnak a felszentelés által nyert fokait rendnek (ordo) nevezik. Az ordo a felszentelésnek eredménye; de nevezik magát a felszentelést is ordónak, egyházi rendnek.
A felszentelés rendes kiszolgáltatója minden érvényesen felszentelt püspök, ha érvényesen szentel, de csak saját egyházmegyéik papjait szentelhetik fel; csupán a pápának, mint az egyház egyetemes püspökének van joga mindenhol gyakorolni a felszentelést. Ugyanakkor a felszentelésre illetékes püspök a jogosultságát más püspökre is átruházhatja, felkérve őt a szentelés kiszolgáltatására az elbocsátó levél (litterae dimissoriae) által.
A felszentelés gyakran a krizmával történik.

### Protestantizmus
Bizonyos protestáns felekezetekben a személyeknek, illetve tárgyaknak egyházi szolgálatra, illetve használatra való rendelésére a felszentelés szó helyett inkább a felavatás kifejezést alkalmazzák.